# Gérard Dantan-Merlin

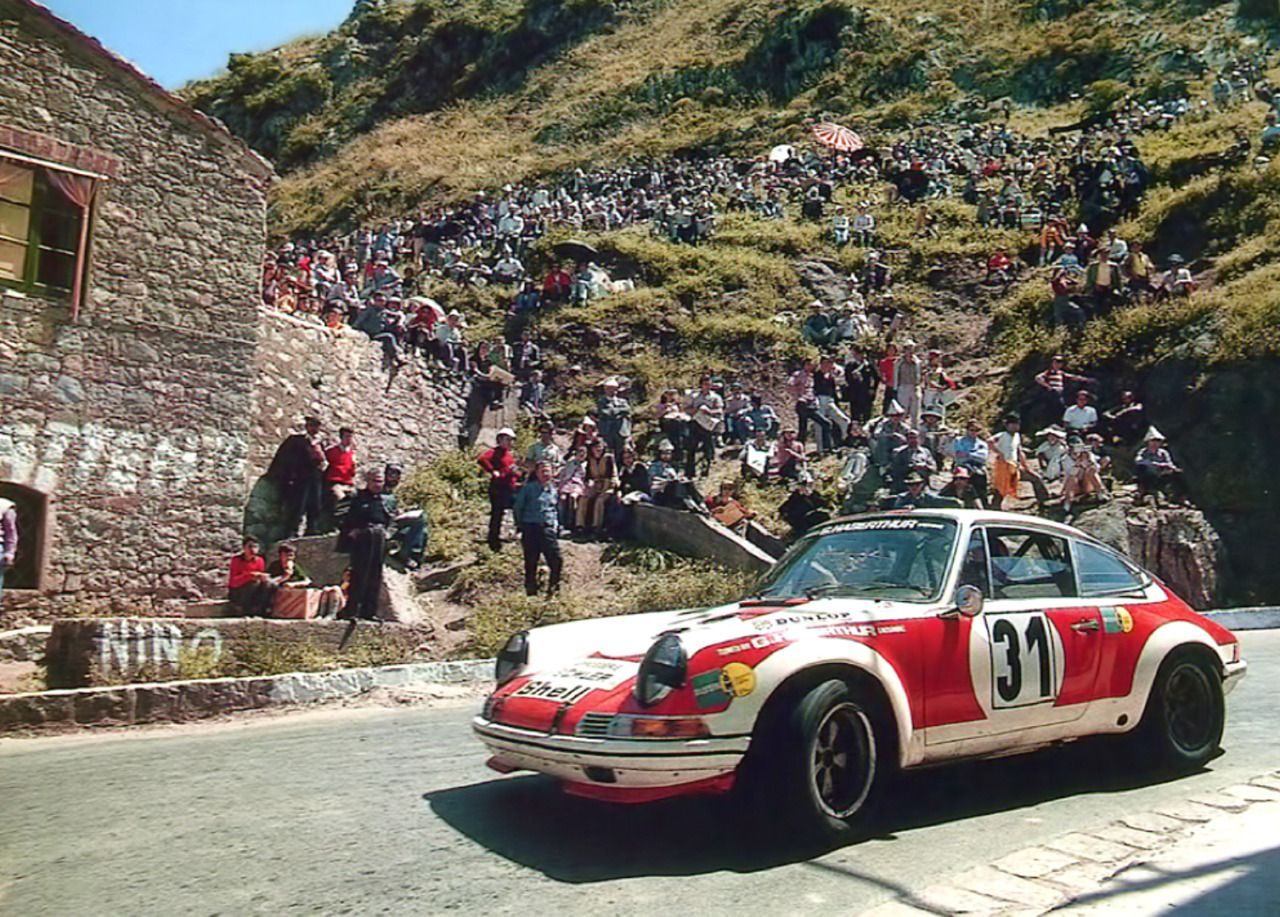
Der von Gérard Dantan-Merlin bei der Targa Florio 1972 gefahrene Porsche 911S

Gérard Dantan-Merlin (* 12. April 1946 in Boulogne-Billancourt) ist ein ehemaliger französischer Autorennfahrer, der seine Rennen unter dem Pseudonym Gedehem bestritt.

## Karriere als Rennfahrer
Gérard Dantan-Merlin war in den frühen 1970er-Jahren im Sportwagensport aktiv. Er startete bei der Targa Florio und der Tour de France für Automobile. Zweimal war er beim 24-Stunden-Rennen von Le Mans gemeldet. 1971 erreichte er gemeinsam mit Jean Mésange in dessen Porsche 911 S den neunten Gesamtrang. 1972 bestritt er das Rennen als Teampartner von Paul Keller und Claude Haldi. Erneut war ein Porsche 911 S das Einsatzfahrzeug, der diesmal mit einem Zylinderschaden ausfiel. 

## Statistik

### Le-Mans-Ergebnisse
| Jahr | Team         | Fahrzeug     | Teamkollege  | Teamkollege  | Platzierung | Ausfallgrund         |
| ---- | ------------ | ------------ | ------------ | ------------ | ----------- | -------------------- |
| 1971 | Jean Mésange | Porsche 911S | Jean Mésange |              | Rang 9      |                      |
| 1972 | Claude Haldi | Porsche 911S | Paul Keller  | Claude Haldi | Ausfall     | überhitzter Zylinder |

### Einzelergebnisse in der Sportwagen-Weltmeisterschaft
| Saison | Team                             | Rennwagen   | 1   | 2   | 3   | 4   | 5   | 6   | 7   | 8   | 9   | 10  | 11  |
| ------ | -------------------------------- | ----------- | --- | --- | --- | --- | --- | --- | --- | --- | --- | --- | --- |
| 1971   | Jean Mésange                     | Porsche 911 | BUA | DAY | SEB | BRH | MON | SPA | TAR | NÜR | LEM | ZEL | WAT |
| 1971   | Jean Mésange                     | Porsche 911 |     |     |     |     |     | 9   |     |     |     |     |     |
| 1972   | Porsche Club Romand Claude Haldi | Porsche 911 | BUA | DAY | SEB | BRH | MON | SPA | TAR | NÜR | LEM | ZEL | WAT |
| 1972   | Porsche Club Romand Claude Haldi | Porsche 911 |     |     |     |     |     |     | DNF |     | DNF |     |     |